# Rory Watt
Rory Watt ist ein ehemaliger neuseeländischer Squashspieler.

## Karriere
Rory Watt war Ende der 1980er- und zu Beginn der 1990er-Jahre auf der PSA Tour aktiv. Seine beste Platzierung in der Weltrangliste erreichte er mit Rang 14 im Januar 1990. Mit der neuseeländischen Nationalmannschaft nahm er 1987, 1989 und 1991 an Weltmeisterschaften teil. 1987 erreichte er mit Neuseeland das Finale gegen Pakistan, das mit 0:3 verloren wurde. Watt kam im Endspiel nicht zum Einsatz. Von 1988 bis 1990 stand er dreimal in Folge im Hauptfeld der Einzelweltmeisterschaft. Bei allen drei Teilnahmen erreichte er jeweils das Achtelfinale. 1987 und 1990 wurde er neuseeländischer Vizemeister.
Nach seiner aktiven Karriere wurde Rory Watt Squashtrainer.

## Erfolge
- Vizeweltmeister mit der Mannschaft: 1987
- Neuseeländischer Vizemeister: 1987, 1990